# Église blanche de Karan
L'église blanche de Karan (en serbe cyrillique : Бела црква каранска ; en serbe latin : Bela crkva karanska) est une église orthodoxe située dans le village de Karan, en Serbie et sur le territoire de la Ville d'Užice. Elle est dédiée à l'Annonciation faite à la Vierge Marie. L'église est classée sur la liste des monuments culturels de grande importance (identifiant no SK 186).

## Histoire
L'église blanche de Karan a été fondée par le župan Petar (Brajan) entre 1340 et 1342, à l'emplacement d'un lieu de culte romain, ainsi qu'en attestent des tombes de cette époque mises au jour par les archéologues à proximité de l'église.

## Architecture
Sur le plan architectural, l'église est caractéristique de l'école de la Raška. L'édifice est constitué de trois travées surmontées d'une coupole. Dans la partie orientale de l'église se trouve une abside semi-circulaire avec une iconostase en pierre. Le narthex date de la fin du XIXe siècle.

## Fresques
L'une des richesses de l'église tient à ses fresques du XIVe siècle. Y sont représentés, à l'ouest le župan Brajan avec sa femme Struja, son fils et ses trois filles et, symétriquement, à l'est, l'empereur Stefan Dušan avec sa femme Jelena et son fils Uroš, ainsi que des saints de la dynastie des Nemanjić, Simeon, Sava et Milutin. On y trouve aussi des scènes de l'Ancien Testament, ainsi que des scènes de la Vie de la Vierge et une représentation de la Vierge avec des anges.